# Nepenthes benstonei
Nepenthes benstonei är en tvåhjärtbladig växtart som beskrevs av C. Clarke. Nepenthes benstonei ingår i släktet Nepenthes och familjen Nepenthaceae. Inga underarter finns listade i Catalogue of Life.

## Bildgalleri

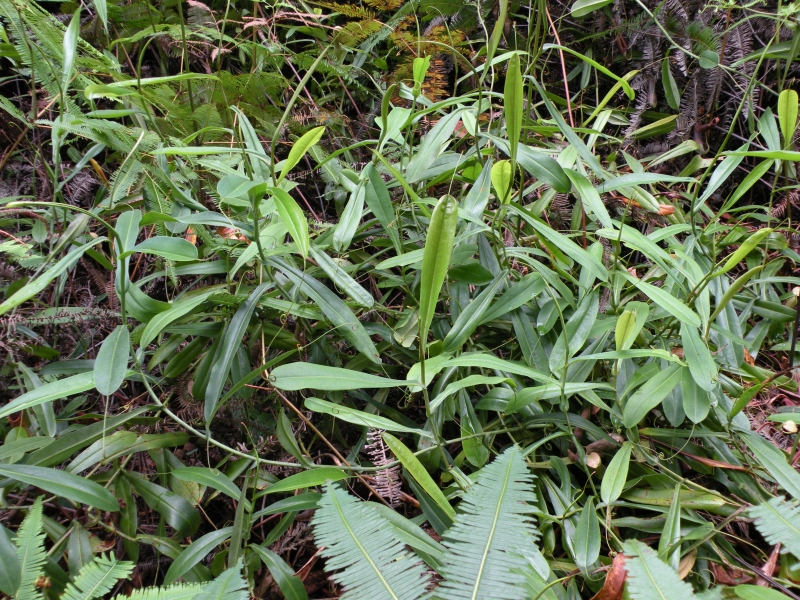
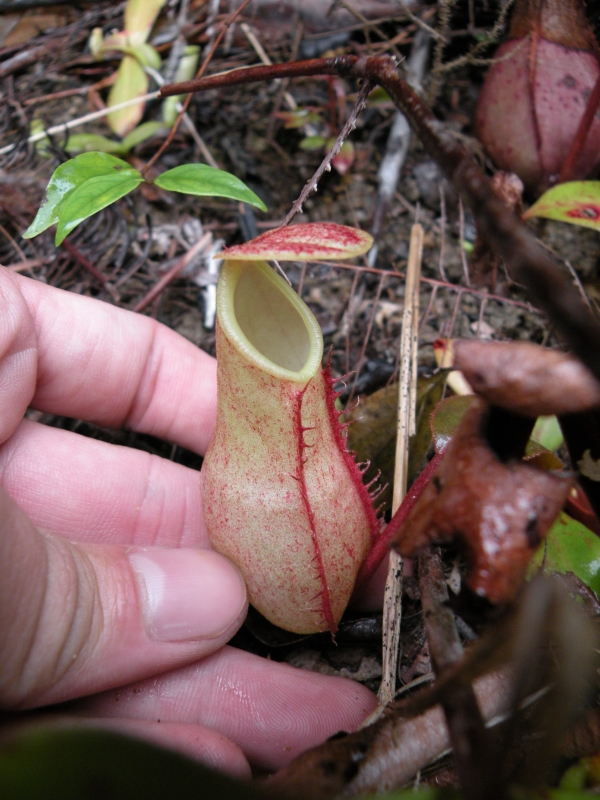
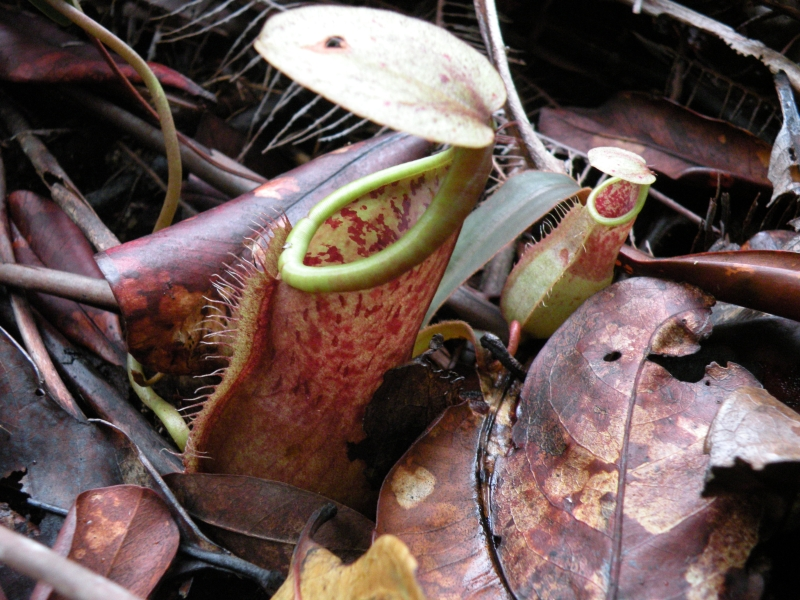
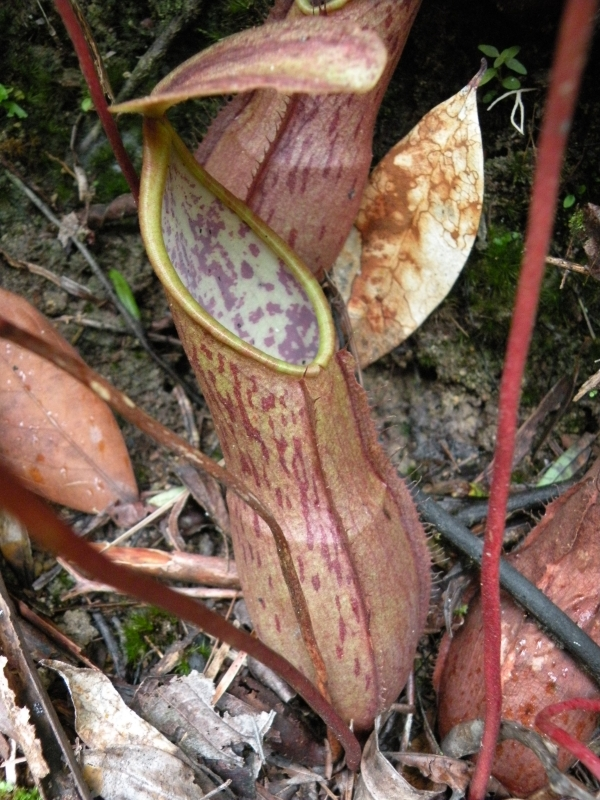
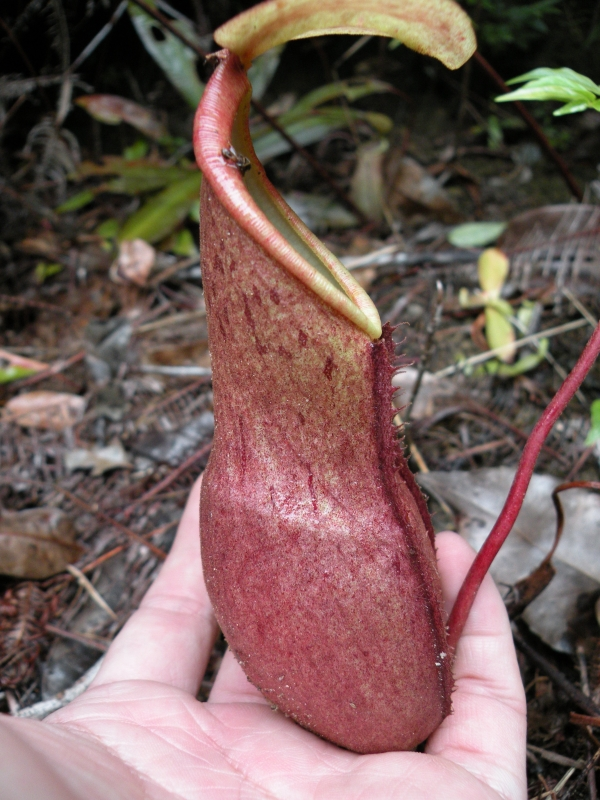
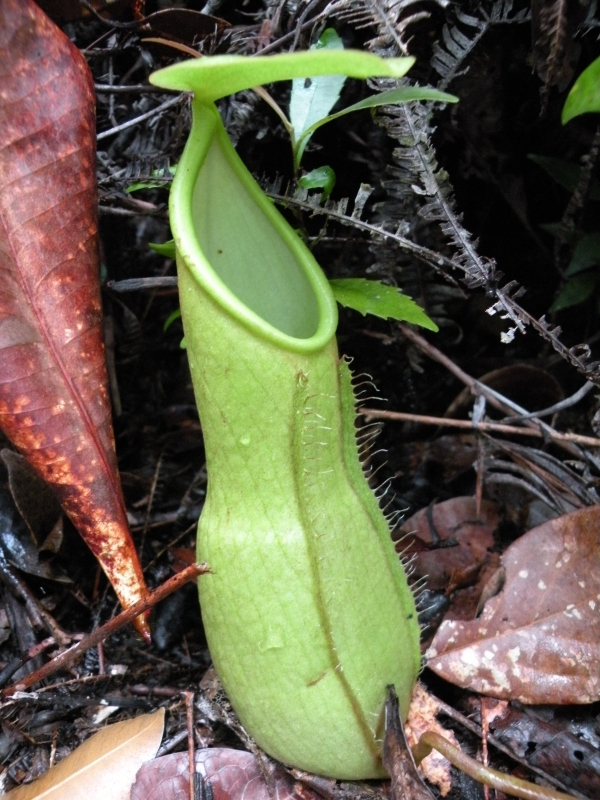